# Morford Motor Company
Morford Motor Company war ein britischer Hersteller von Automobilen.

## Unternehmensgeschichte
Der Lehrer Peter Morley und der Ingenieur Pete Crawford gründeten 1993 das Unternehmen in Whaddon in der Grafschaft Cambridgeshire. Sie begannen mit der Produktion von Automobilen und Kits. Der Markenname lautete Morford, zusammengesetzt aus ihren Namen. 1999 endete die Produktion. Insgesamt entstanden drei Exemplare.

## Fahrzeuge
Das einzige Modell war der Flyer. Dies war ein Dreirad mit hinterem Einzelrad. Die Basis bildete ein Stahlrohrrahmen mit auffallend langem Radstand, der für eine gute Fahrstabilität sorgte. Darauf wurde eine offene Karosserie aus Aluminium montiert. Der Vierzylindermotor stammte vom Renault 5.